# Tese

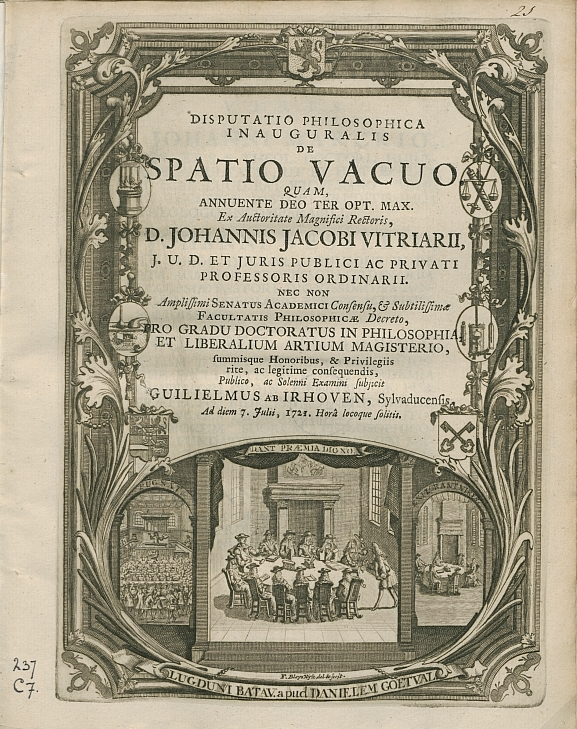
Cerimônia de doutorado na Universidade de Leiden, 7 de julho de 1721.

Uma tese (literalmente 'posição', do grego θέσις) é uma proposição intelectual.  Atualmente, é considerado principalmente o trabalho acadêmico que apresenta o resultado de investigação complexa e aprofundada sobre temas mais ou menos amplos, com abordagem teórica definida. “É um texto que se caracteriza pela defesa de uma ideia, de um ponto de vista, ou pelo questionamento acerca de um determinado assunto. O autor do texto dissertativo trabalha com argumentos, com factos, com dados, que utiliza para reforçar ou justificar o desenvolvimento de suas ideias”.
Na linguagem coloquial, é comum o emprego da locução adverbial "em tese" ou "em teoria" quando se pretende evidenciar a falta de validade de uma afirmação que é questionável ou falha quando vista sob uma ótica particular.
Por exemplo: Em tese, todo homem é igual perante a lei.  Mas há leis que beneficiam uns e não outros.
Tal expressão faz referência às frequentes diferenças obtidas nos resultados de formulações teóricas sem experimentação (teoria) e sua efetiva reprodução e experimentação (prática).

## Títulos acadêmicos

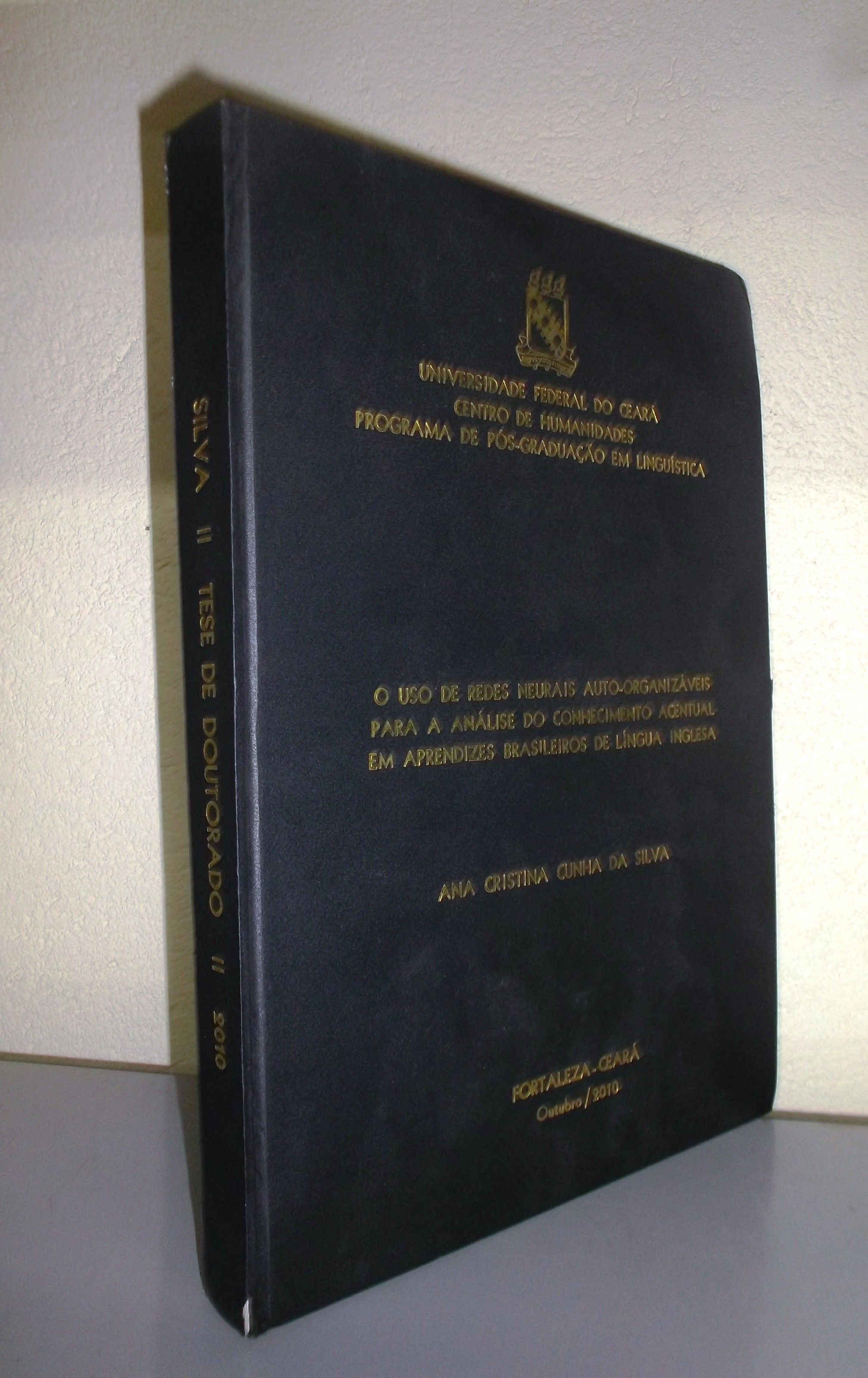
Tese de doutorado da Universidade Federal do Ceará.

Em diversas instituições de ensino superior, a tese é um documento essencial para a obtenção de alguns títulos acadêmicos, como o de doutor e livre-docente, e tem como objetivo revelar a capacidade de seu autor em desenvolver um trabalho que acrescente novo conhecimento à área de estudo que foi alvo de suas investigações, constituindo uma contribuição àquela especialidade.  Assim sendo, o fator que caracteriza a tese de outros documentos é a originalidade.
Quando elaborada para a obtenção de um título, a tese é normalmente elaborada sob a coordenação de um orientador acadêmico, embora seja um trabalho autônomo de pesquisa.  Em adição à elaboração do documento, a obtenção do título geralmente é condicionada a arguição pública onde o candidato defende o assunto abordado pela sua tese para uma banca avaliadora.
A ISO possui uma norma que padroniza a organização de teses e documentos similares.

## Dialética
Em dialética, a combinação de uma tese com uma antítese produz uma síntese.